# NGC 5869
NGC 5869 is een lensvormig sterrenstelsel in het sterrenbeeld Maagd. Het hemelobject werd op 24 februari 1786 ontdekt door de Duits-Britse astronoom William Herschel.

## Synoniemen
- UGC 9742
- MCG 0-39-6
- ZWG 21.22
- KCPG 456B
- PGC 54119